# خیارا کیتینگ
خیارا کیتینگ (انگلیسی: Khiara Keating؛ زادهٔ ۲۷ ژوئن ۲۰۰۴) بازیکن فوتبال اهل انگلستان است که در حال حاضر در پست دروازه‌بان برای باشگاه منچسترسیتی در سوپر لیگ زنان انگلستان بازی می‌کند.
وی همچنین در تیم‌های ملی فوتبال زیر ۱۵ سال زنان انگلستان, زیر ۱۹ سال زنان انگلستان, زیر۲۳ سال زنان انگلستان، و زنان انگلستان بازی کرده است.